# Clubiona hysgina
Clubiona hysgina är en spindelart som beskrevs av Simon 1889. Clubiona hysgina ingår i släktet Clubiona och familjen säckspindlar. Inga underarter finns listade i Catalogue of Life.